# Hanocladius longipes
Hanocladius longipes är en tvåvingeart som beskrevs av Wang och Ole Anton Saether 2002. Hanocladius longipes ingår i släktet Hanocladius och familjen fjädermyggor. Inga underarter finns listade i Catalogue of Life.